# The Virgin Tour
A The Virgin Tour az amerikai énekes-dalszerző Madonna debütáló koncertturnéja volt, mely az énekesnő első két stúdióalbumát, a Madonnát (1983) és a Like a Virgint (1984) népszerűsítette. A turnét eredetileg nemzetközileg szerették volna, azonban a koncertek az Egyesült Államokra, és Kanadára korlátozódtak. A Warner Bros. úgy döntött, hogy turnét szervez Madonnának a "Like a VIrgin" sikere végett. Az 1985. március 15-i hivatalos bejelentést követően Madonna és csapata elkezdtek dolgozni a terveken a turnéval kapcsolatban. Madonna azt akarta, hogy a turnén saját magát adja, és egyedi legyen, ezért számára Maripol tervezte a jelmezeket.
Az előzenekar a Beastie Boys volt, míg a zenei producer, és rendező Patrick Leonard. A színpad háromszög alakú volt, és körülötte rámpák voltak, körülbelül 30 méter magasan világítóberendezésekkel. A színpad külső kerületének három oldalán négy óriás kivetítő volt. A számlista a Like a Virgin album dalaiból állt. Madonna mellett két táncos volt, akik ritmikusan mozogtak a színpadon. A műsort Madonna esküvői ruhában fejezte be a "Like a Virgin" és a "Material Girl" című dalokkal.
A turné vegyes fogadtatásban részesült a kritikusok részéről, de kereskedelmileg sikeres volt. Amint bejelentették a turnét, minden jegy elkelt. A New York-i Macy áruházat elárasztották a rajongók, akik az ingektől kezdve az ujjatlan kesztyűkig, keresztekig mindent felvásároltak. A turné több mint 5 millió dollár bevételt hozott. (2019-es árfolyammal 11,89 millió dollárt) A Billboard Boxscore bruttó összege 3,3 millió dollár volt. (2019-es árfolyammal 7,84 millió dollár).
A turnét megjelentették VHS és Laserdisc formátumokban, mely arany minősítést kapott az amerikai hanglemezkiadók szövetségétől. (RIAA). A Virgin turné kezdetével a széles körű közönség – különösen a fiatal nők – Madonna ihlette ruházatban jelentek meg, mely a Madonna iránti őrület egy új kifejezését váltotta ki, Madonna wannabe néven, melyet végül hivatalosan is elismert 1991 májusában a Webster szótár.

## Előzmények
A Virgin turnét hivatalosan 1985. március 15-én hirdette meg a Warner Bros.. A turné előtt Madonna csak a Danceteria, a CBGB és a Mudd Club, valamint az 1984-es MTV díjkiosztón lépett fel. A Like a Virgin sikerét követően a kiadó világméretű turnéra küldte Madonnát, azonban a turné korlátozott volt az Egyesült Államok, és Kanada területeire, így nem járt Európában, Ázsiában, vagy más kontinenseken. Kezdetben azt tervezték, hogy Nagy-Britanniában, Japánban is lesznek koncertek, mivel ezeken a területeken is nagy rajongótáborral rendelkezik az énekesnő. A nagy érdeklődésre való tekintettel még néhány amerikai dátumot adtak hozzá a koncerthez, melyek a nagy jegyértékesítés miatt nagyobb koncerttermeket vonzott maga után. Madonna nagyon ideges volt fellépni ekkora hatalmas közönség előtt, és először énekelt élő zenekarral. A Rolling Stone magazin egy 2009-es interjú során megkérdezte Madonnát, milyen érzései voltak akkor a turné során, mivel ez volt az első alkalom ennyi ember előtt fellépni. Madonna a következőket válaszolta:

Az egész turné nagyon őrült volt, mert amikor én a CBGB vagy Mudd Clubban léptem fel, abszolút nem olyan volt mint egy nagy sportaréna. Seattle-ben egy kis színházban léptem fel, ahol a lányok lapszoknyát viseltek, és a térdük alatt levágott harisnyát, csipkekesztyűt, és rózsafűzért. A hajukban masnik, nagy karika fülbevalókkal. Azt mondtam erre, hogy ez őrültség, ami itt folyik. Seattle után a műsort arénákba helyezték át. Soha nem vettem részt buszos turnén. Mindenki azt mondta, hogy ez igazán szórakoztató volt.

## Előkészületek
A turné hivatalos bejelentését követően Madonna és csapata munkához látott. Madonna azt akarta, hogy a koncertjei hangosak és zseniálisak legyenek, és tükrözze az utcai stílusát, és a DGAF hozzáállását. Olyan koncertet akart, ahol az emberek élvezik a műsort, és jól érzik magukat. A fejleményeket Madonna így kommentálta: "Utálom a koncerteket, ahol csak az énekes énekel, és a háttérben valami béna együttes játszik, majd a rocker énekes ordít, és ugrik a tömegbe. Ezért akarok valami mást, ami emlékezetessé teszi a fellépést. A koncertre Madonna együttműködött tervező barátjával a Maripollala ruhák végett. Maripol a Maripolitan nevű butikot üzemeltette Greenwich Village-ben, ahol a koncert ruháit készítették. A próbák február végén kezdődtek, több meghallgatás, és a táncosok kiválasztása is ekkor történt meg. Madonna kifejezetten férfi táncosokat akart, mondván a provokáló táncmozdulatok a színpadon a férfi táncosokkal jobban működnek. A turné népszerűsítése érdeklében a Warner Bros. és az Entertainers Merchandise Management Corp. bemutatta a Boy Toy kollekciót, melyet Madonna övcsatjának neveztek el, olyan volt, mint a Like a Virgin borítóképén. Egy téglalap alakú csatból állt rajta a Boy és a Toy szavak, mely arany színű volt. A turnéra zenei rendezőt kerestek, így Madonna menedzsere Freddy DeMann felvette a kapcsolatot Patrick Leonard producerel, aki éppen a The Jackson 5 turnéjáról tért vissza. Leonard először azt mondta, hogy nagyon kimerült, de miután telefonon beszélt Madonnával, bájosnak találta őt, és beleegyezett a turnéba.
A turné előzenekara a Beastie Boys volt. Adam "MCA" Yauch így emlékezett vissza: "Egy nap bejött Russel Simmons a Def Jam Records társalapítója, és azt mondta: "Hívott Madonna menedzsere. Srácok szeretnétek vele turnézni?" DeMann egy másik fiúcsapatot a The Fat Boys-t kérte, de nekik nem Simmons volt a menedzserük, és hazudott a fiúknak, hogy a Fat Boys-nak még egy koncertjük van a héten, majd megkérdezte: Mi a helyzet a Run–D.M.C.-vel? DeMann szerint túlságosan drágák, ezért esett a választás a Beastie Boysra. Adam "Ad-Rock" a zenekarból így emlékezett: "Nem nagyon ismertük Madonnát, de mivel mindannyian a Danceteria klubban lógtuk, így tudtunk egymásról. Nem tudom, hogy miért gondolta, hogy jó ötlet lenne, ha mi lépnénk fel a koncertjén. Szörnyű ötlet volt, de neki bizonyos szempontból nagyszerű, mert mi annyira szörnyűek voltunk, hogy mire ő érkezett a színpadra, a közönségnek már boldognak kellett lennie.

## Koncert összefoglaló
A koncertet a Beastie Boys kezdte, akik hat dalt adtak elő, és fél óráig voltak színpadon. Őket DJ Rick Rubit kísérte, aki a scratch részt adta a dalok alá. Az együttes a színpadon össze-vissza mászkált, és össze-vissza szerű mozdulatokkal mozgatta a közönséget. Az előadás végén a háttérben Madonna zenei videóiból készült összeállítást vetítettek. A zenekar gitárosokból, basszusgitárosokból, dobosokból és három szintetizátorosból állt. Majd elindult a zene, és Madonna egy fehér képernyő mögött megjelent, amikor az első dobütések elhangzottak. A fehér képernyő felemelkedett, és megjelent Madonna jellegzetes öltözékében, csipkés nadrágban, feszülettel, mely a fülében is lógott, valamint jellegzetes fekete melltartót viselt. A lépcsőről jött lefelé, hogy elérje a mikrofont, és elénekelje a "Dress You Up" című dalt. Madonna és két férfi táncos a színpad hátulja felé ment, ahogy elkezdődött a "Holiday" zenéje. Miután Madonna megkérdezte a közönséget hogy érzik magukat, ezt válaszolta: "Soha nem voltam hazajáró királynő, de biztos vagyok benne, hogy ilyen vagyok", majd elindult az "Into the Groove" zenéje, ahol csörgődobon kezdett el játszani. Az előadás során volt a színpadon egy kétkazettás magnó (boombox), mellyel leült és játszott. Ezután az "Everybody" csendült fel, miközben arra kérte a közönséget, hogy tapsoljon vele, majd amikor befejeződött a dal, a fények eltompultak, és elindult az "Angel" zenéje. A forgó lámpák Madonnára szegeződtek, aki a lépcső tetején volt, és fokozatosan jött lefelé a színpad felé. Középtájékon a táncosok vele együtt energikusan mozogtak, mivel az egész színpadra fehér léggömbök hullottak. Madonna folytatta az előadást, majd a fények ismét tompultak, majd a előadás után eltűnt, és átöltözött. A színpadra fekete rojtos mikro-topban és hasonló szoknyával, és számos különböző feszülettel lépett színpadra, melyek testének különböző részein lógtak.
Ahogyan a "Gambler" című dal gitár bevezetője elkezdődött, Madonna az oldalsó színpadon állt, és táncolni kezdett, amikor a fények rávilágítottak. A dal éneklése közben néha széttárta kabátját, és átfutott a színpadon. Az előadás azzal zárult, hogy Madonna a főszínpadra ugrott. Ezek után a Borderline, Lucky Star és a "Crazy for You" dalok következtek, mellyek megérintette a közönséget. Ezután Madonna az "Over and Over" című dalt kezdte el énekelni, majd következett a Burning Up, melynek során az egyik gitárost megsimogatta, majd eltűnt, és ruhát váltott. A "Like a Virgin" című dal zenéjének elindulása után Madonna visszatért a színpadra esküvői ruhában, csokorral a kezében, és egy hosszú fehér fátylat viselt. A feje tetején egy masnival, és egy háromnegyedes hosszú kesztyűben, feszülettel a derekán, és a nyakláncán. Majd megkérdezte a közönséget: "Ki fog engem feleségül venni?". A közönség igenlően válaszolt, majd a csokrot bedobta a tömegbe, és elkezdett énekelni. Madonna folytatta az éneklést a földön fekve, és felcsendült a Michael Jackson "Billie Jean" című dalának ritmusa. Az égből ismét léggömbök hullottak, majd feltárta fátylát, és a közönség felé dobta. Az egyik háttértáncos karjaiban tért vissza a színpadra, feszes fehér szoknyában, bal kezében egy csomó jegyzettel, nyakában számos kiegészítővel. A "Material Girl" előadása végén megkérdezte a közönséget: "Gondoljátok, hogy anyagias lány vagyok?" ....Nem vagyok (közben hamis pénzt dobott a közönség felé)....Nincs szükségem pénzre....Szerelemre van szükségem. Később ledobta ruháit, ékszereit, és úgy pózolt a színpadon, ahogyan apjának is tette annak idején. Detroitban apja, Tony Ciccone is ott volt a színpadon, és ott neki pózolt. Madonna a műsor végén visszatért a színpadra, hogy elvigye bundáját, és csinált egy pukedlit.

## Kereskedelmi fogadtatás
A turné bejelentését követően a jegyek szinte mindenütt elkeltek. San Franciscóban a "turné-ruhákat" 6 másodpercenként értékesítették. A New York City Radio Music Hall-i Madonna előadás mind a 17.672 jegye 34 perc alatt kelt el. A Chicago-i UIC pavilonban mindkét turnéra egyetlen nap alatt kelt el a rekordszámú 18.000 jegy. Philadelphiában 31.000 jegyet adtak el négy órán belül. A jegyértékesítés mellett a turnéhoz kapcsolódó áruk is gyorsan fogytak. A rajongók pólókat, posztereket, promóciós újságokat vásároltak, melyben Madonna imázsát ábrázolták. Az áruk sokkal magasabb volt a piaci értékhez képest. A Virgin turné befejezése után több mint 5.millió dollár bevételre tettek szert (2019-es árfolyamon: 11,89 millió dollár), míg a Billboard Boxscore bruttó 3,3 millió dollárt hozott. (2019-es árfolyamon: 7,84 millió dollár) tett ki.

## Megjelenések
Az 1985-ös Madonna Live: Virgin Tour VHS és Laserdisc formátumban jelent meg. A turnén elhangzó "Angel", "Borderline" és "Burning Up" a koncert részét képezték, de nem szerepeltek a kiadásban. A kiadványból 50.000 példány fogyott, melyet az amerikai hanglemezipari szövetség (RIAA) "Video Software Dealers" díjjal jutalmazta, és ez volt a legnépszerűbb zenei videó 1986 szeptemberében. A videó vegyes kritikákat kapott a kritikusoktól. Annie Temple (Philadelphia Daily News) szerint a kiadás nem volt olyan hízelgő, és hanyag munka volt. A Los Angeles Times szerint a videó időnként elmosódik a felvételen. Kíváncsivá tesz, hogy mi történt a felvétel közben. A felvett kameraállások furák, különösen akkor, amikor a közönség megérinti Madonna kezét. Terry Atkinson szerint ez egy tipikus koncertvideó formátum, amikor a legjobb helyen ülsz, és hagyod, hogy egy kiváló előadóművész aurája megragadja az érzékeidet. Joe Logan és Gail Shister (The Wichita Eagle) azt mondta, hogy a turné is más, és a videokazetta felvétele is más. Más asz energia, a provokáció, és minden, amikor ott vagy élőben és részese vagy az előadásnak, vagy csupán felvételről nézed vissza. A kiadvány a 14. helyen debütált a Billboard Top Music Videocassettes listán 1985. december 7-én. A csúcspont a 11. helyezés volt a következő héten. A videó lassan emelkedett a listán, és 1986. január 18-án a slágerlista élén volt, megelőzve Prince and the Revolution "Live by The Revolution című kiadványát. 1986. május 24-én a videó ismét felkerült a listára, és a 2. helyezést érte el. Összesen 65 hétig volt a listán. A Live Virgin Tour volt a legkelendőbb zenei videokazetta 1986-ban. A kiadvány kétszeres platina helyezést kapott a 200.000 példányszám alapján az amerikai hanglemezgyártók szövetségétől, valamint 1986. szeptemberében a "Video Software Dealers Award" díját a legnépszerűbb zenei videóért.

## Hatása
A turné elején az emberek – különösen a nők – harcoltak a Madonna ihlette ruhákért. Debbi Voller a Madonna: The Style című könyvében leírta, hogy fiatal százezrek érkeztek a koncertre, és úgy öltöztek, mint Madonna. Átlátszó felsőket, melltartót, ujjatlan kesztyűt, és keresztet viseltek. Hajuk szőke volt. A televízióban ebben az időben Madonna hasonmás versenyeket tartottak. Ez a Madonna iránti őrület egy új kifejezést váltott ki, melynek neve "Madonna wannabe", mely egy olyan szó, melyet végül 1991 májusában a Webster szótár is elismert. Madonnát eközben elítélték, mert minden nő hasonlítani akart rá. Ő így kommentálta: 

"Soha nem voltam olyan modell, akiről példát kell venni. Erős, és sikeres nő vagyok, aki nem felel meg a sztereotípiának. Régóta mondják a nőknek, hogy vannak olyan módok, amelyek szerint nem szabad kinézniük, de én előre akarok lépni az életben. Úgy öltözködtem, hogy tiltott dolgokat viseltem, de az én életemért én voltam a felelős. Ekkor rájöttem miért vannak olyan sokan odakint az ülésen. Mindenki úgy öltözködik mint én.

A koncert folyamán az amerikai fehérneműipar arról számolt be, hogy forgalmuk hirtelen 40 %-kal megnövekedett, és Madonna imázsa felelős ezért a növekedésért. Sam Gower a Rolling Stone magazintól így kommentálta: "A 60-as években a nők elégették a melltartóikat, ma meg egyszerre ötöt viselnek, és csupasz a köldökük. A Macy New York-i áruházat elárasztották a vásárlók, akik fülbevalókat, ujjatlan kesztyűket vásároltak a turnékra. A kereslet annyira óriási volt, hogy az árut újra kellett tölteni. Madonna felforgató képet mutatott a sajtó körében. Madonna olyan volt, mint Marilyn Monroe, aki hajlamos arra, hogy megtestesítse, és megvédje a nők jogainak, szexualitásának képét. Suzanne Ferris az On Fashion szerzője elmondta, hogy a "Virgin turné példája Madonna azon kívánságának, ahol a fiúkkal úgy játszhat, ahogy ő akar, és a koncertek során teljesen uralmába keríti őket.

## Szetlista
1. "Dress You Up"
2. "Holiday"
3. "Into the Groove"
4. "Everybody"
5. "Angel"
6. "Gambler"
7. "Borderline"
8. "Lucky Star"
9. "Crazy for You"
10. "Over and Over"
11. "Burning Up"
12. "Like a Virgin" (részlet a "Billie Jean-ből")
13. "Material Girl"

## Közreműködő személyzet
- Madonna – ének
- Ian Knight – tervező
- Brad Jeffries – koreográfus
- Patrick Leonard – billentyűzetek / MD
- Billy Meyers – billentyűzetek
- Jonathan P. Moffet – dobok
- Bill Lanphier – basszusgitár / szintetikus basszus
- James Harrah – gitárok
- Paul Pesco – gitárok
- Michael Perea – tartalék táncos
- Lyndon B. Johnson – tartalék táncos
- Freddy DeMann – személyes menedzsment, a Weisner-DeMann Entertainment számára
- Dave Kob – hangkeverés
- Maripol – jelmeztervező
- Rick Coberly – monitormérnök

## Turnéállomások
| Dátum 1985        | Város          | Ország           | Helyszín                        | Előzenekar    | Részvétel         | Bevétel       |
| Észak-Amerika     | Észak-Amerika  | Észak-Amerika    | Észak-Amerika                   | Észak-Amerika | Észak-Amerika     | Észak-Amerika |
| ----------------- | -------------- | ---------------- | ------------------------------- | ------------- | ----------------- | ------------- |
| 1985. április 10. | Seattle        | Egyesült Államok | Paramount Theatre               | Beastie Boys  | 8,934 / 8,934     | N/A           |
| 1985. április 12. | Seattle        | Egyesült Államok | Paramount Theatre               | Beastie Boys  | 8,934 / 8,934     | N/A           |
| 1985. április 13. | Seattle        | Egyesült Államok | Paramount Theatre               | Beastie Boys  | 8,934 / 8,934     | N/A           |
| 1985. április 15. | Portland       | Egyesült Államok | Arlene Schnitzer Concert Hall   | Beastie Boys  | N/A               | N/A           |
| 1985. április 16. | Portland       | Egyesült Államok | Arlene Schnitzer Concert Hall   | Beastie Boys  | N/A               | N/A           |
| 1985. április 19. | San Diego      | Egyesült Államok | SDSU Open Air Theatre           | Beastie Boys  | 8,696 / 8,696     | $124,773      |
| 1985. április 20. | San Diego      | Egyesült Államok | SDSU Open Air Theatre           | Beastie Boys  | 8,696 / 8,696     | $124,773      |
| 1985. április 21. | Costa Mesa     | Egyesült Államok | Pacific Amphitheatre            | Beastie Boys  | 18,765 / 18,765   | $297,473      |
| 1985. április 23. | San Francisco  | Egyesült Államok | San Francisco Civic Auditorium  | Beastie Boys  | 8,500 / 8,500     | $127,500      |
| 1985. április 26. | Los Angeles    | Egyesült Államok | Universal Amphitheatre          | Beastie Boys  | N/A               | N/A           |
| 1985. április 27. | Los Angeles    | Egyesült Államok | Universal Amphitheatre          | Beastie Boys  | N/A               | N/A           |
| 1985. április 28. | Los Angeles    | Egyesült Államok | Universal Amphitheatre          | Beastie Boys  | N/A               | N/A           |
| 1985. április 30. | Tempe          | Egyesült Államok | ASU Activity Center             | Beastie Boys  | 10,013 / 10,013   | $133,427      |
| 1985. május 3.    | Dallas         | Egyesült Államok | Dallas Convention Center        | Beastie Boys  | 8,717 / 8,717     | $130,735      |
| 1985. május 4.    | Houston        | Egyesült Államok | Hofheinz Pavilion               | Beastie Boys  | 7,300 / 7,300     | $101,880      |
| 1985. május 5.    | Austin         | Egyesült Államok | Frank Erwin Center              | Beastie Boys  | 14,639 / 14,639   | $208,005      |
| 1985. május 7.    | New Orleans    | Egyesült Államok | UNO Lakefront Arena             | Beastie Boys  | N/A               | N/A           |
| 1985. május 9.    | Tampa          | Egyesült Államok | USF Sun Dome                    | Beastie Boys  | 8,400 / 8,400     | $125,415      |
| 1985. május 10.   | Orlando        | Egyesült Államok | Orange County Convention Center | Beastie Boys  | 10,596 / 10,596   | $154,275      |
| 1985. május 11.   | Pembroke Pines | Egyesült Államok | Hollywood Sportatorium          | Beastie Boys  | N/A               | N/A           |
| 1985. május 14.   | Atlanta        | Egyesült Államok | The Omni                        | Beastie Boys  | 14,843 / 14,843   | $215,760      |
| 1985. május 16.   | Cleveland      | Egyesült Államok | Public Auditorium               | Beastie Boys  | N/A               | N/A           |
| 1985. május 17.   | Cincinnati     | Egyesült Államok | Cincinnati Gardens              | Beastie Boys  | 9,941 / 9,941     | N/A           |
| 1985. május 18.   | Chicago        | Egyesült Államok | UIC Pavilion                    | Beastie Boys  | N/A               | N/A           |
| 1985. május 20.   | Chicago        | Egyesült Államok | UIC Pavilion                    | Beastie Boys  | N/A               | N/A           |
| 1985. május 21.   | Saint Paul     | Egyesült Államok | St. Paul Civic Center           | Beastie Boys  | 16,799 / 16,799   | N/A           |
| 1985. május 23.   | Toronto        | Kanada           | Maple Leaf Gardens              | Beastie Boys  | 16,000 / 16,000   | $238,264      |
| 1985. május 25.   | Detroit        | Egyesült Államok | Cobo Arena                      | Beastie Boys  | 24,382 / 24,382   | $332,780      |
| 1985. május 26.   | Detroit        | Egyesült Államok | Cobo Arena                      | Beastie Boys  | 24,382 / 24,382   | $332,780      |
| 1985. május 28.   | Pittsburgh     | Egyesült Államok | Civic Arena                     | Beastie Boys  | 15,600 / 15,600   | $219,210      |
| 1985. május 29.   | Philadelphia   | Egyesült Államok | The Spectrum                    | Beastie Boys  | 15,543 / 15,543   | $207,547      |
| 1985. május 30.   | Hampton        | Egyesült Államok | Hampton Coliseum                | Beastie Boys  | N/A               | N/A           |
| 1985. június 1.   | Columbia       | Egyesült Államok | Merriweather Post Pavilion      | Beastie Boys  | N/A               | N/A           |
| 1985. június 2.   | Worcester      | Egyesült Államok | Worcester Centrum               | Beastie Boys  | 11,981 / 11,981   | $177,515      |
| 1985. június 3.   | New Haven      | Egyesült Államok | New Haven Coliseum              | Beastie Boys  | 10,190 / 10,190   | $153,856      |
| 1985. június 6.   | New York       | Egyesült Államok | Radio City Music Hall           | Beastie Boys  | 17,538 / 17,538   | $294,050      |
| 1985. június 7.   | New York       | Egyesült Államok | Radio City Music Hall           | Beastie Boys  | 17,538 / 17,538   | $294,050      |
| 1985. június 8.   | New York       | Egyesült Államok | Radio City Music Hall           | Beastie Boys  | 17,538 / 17,538   | $294,050      |
| 1985. június 10.  | New York       | Egyesült Államok | Madison Square Garden           | Beastie Boys  | N/A               | N/A           |
| 1985. június 11.  | New York       | Egyesült Államok | Madison Square Garden           | Beastie Boys  | N/A               | N/A           |
| Összesen          | Összesen       | Összesen         | Összesen                        | Összesen      | 221,703 / 221,703 | $3,272,084    |

## Külső hivatkozások
- Nézd meg a teljes koncertet a YouTube-on [28]